# Ran Chai Bar-zvi
Ran Chai Bar-zvi (* 1989 in Jerusalem) ist ein israelischer Theaterregisseur, Bühnen- und Kostümbildner.

## Leben
Ran Chai Bar-zvi absolvierte die Jerusalem High School of Arts. 2012 begann er das Studium Kostüm- und Bühnenbild an der Kunsthochschule Berlin-Weißensee, wo er 2019 das Diplom erlangte. Seither arbeitete er als Bühnen- und Kostümbildner für das Münchner Volkstheater, Rimino Protokoll, die Ruhrtriennale, das Schauspiel Köln, Schauspiel Hannover und das Staatstheater Stuttgart. Zudem veröffentlichte er Videoarbeiten mit den Künstlern Doireann O’Malley und Michael Portnoy, die in Dublin in der Hugh Lane Gallery und im Steirischen Herbst gezeigt wurden.
Mit der Uraufführung DARK ROOM von Johannes von Dassel hatte er 2019 am Schauspiel Hannover sein Regiedebüt. Ebenso in Hannover folgten Das wirkliche Leben nach dem Roman von Adeline Dieudonné und Blutbuch nach dem Roman von Kim de l’Horizon. Weitere Regiearbeiten entstanden am Staatstheater Mainz und dem Volkstheater München.
Im Dezember 2024 wurde Chai Bar-zvi für seine Inszenierung Blutbuch mit dem Kurt-Hübner-Regiepreis ausgezeichnet.